# Большие Шатновичи
Большие Шатновичи — деревня в Скребловском сельском поселении Лужского района Ленинградской области.

## История
Появление деревни Шатновичи относится к 30-м годам XII века, о чём свидетельствует переданная в 2000 году в Государственный Эрмитаж коллекция из 25 предметов, найденных при огородных работах в деревне Большие Шатновичи и датируемых XI—XII веком.
В 1582 году в селе Шатновичи Передольского погоста упоминается деревянная церковь во имя Воскресения Христова.
Деревня Шатновичи состоящая из 26 крестьянских дворов обозначена на карте Санкт-Петербургской губернии Ф. Ф. Шуберта 1834 года.

ШАТНОВИЧИ — деревня, принадлежит: генерал-адъютанту Сукину, число жителей по ревизии: 29 м п., 30 ж. п.

Ведомству свободных хлебопашцев, число жителей по ревизии: 81 м п., 80 ж. п. (1838 год)

Деревня Шатновичи из 26 дворов отмечена на карте профессора С. С. Куторги 1852 года.

ШАТКОВИЧИ — деревня Ведомства государственного имущества, по просёлочной дороге, число дворов — 26, число душ — 95 м п. (1856 год). 

ШАТНОВИЧИ — деревня казённая при ключе, число дворов — 22, число жителей: 77 м п., 85 ж. п.

ШАТНОВИЧИ — деревня владельческая при ключе, число дворов — 5, число жителей: 20 м п., 18 ж. п. (1862 год)

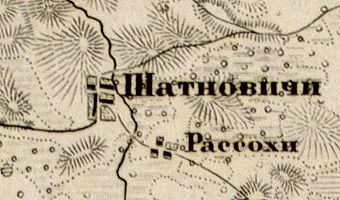
Деревня Шатновичи на карте 1863 года

Согласно карте из «Исторического атласа Санкт-Петербургской Губернии» 1863 года существовала единая деревня Шатновичи.
В XIX веке деревня административно относилась ко 2-му стану Лужского уезда Санкт-Петербургской губернии, в начале XX века — к Югостицкой волости 5-го земского участка 4-го стана.
По данным «Памятной книжки Санкт-Петербургской губернии» за 1905 год деревня называлась Шептовичи-Большие и входила в Шептовское сельское общество.
С 1917 по 1923 год деревня Большие Шатновичи входила в состав Шатновского сельсовета Югостицкой волости Лужского уезда.
С 1923 года, в составе Передольской волости.
С 1924 года, в составе Заречьёвского сельсовета.
С 1927 года, в составе Лужского района.
С 1928 года, в составе Великосельского сельсовета. В 1928 году население деревни Большие Шатновичи составляло 215 человек.
По данным 1933 года деревня Большие Шатновичи входила в состав Великосельского сельсовета Лужского района.
C 1 августа 1941 года по 31 января 1944 года деревня находилась в оккупации.
С 1965 года, в составе Бутковского сельсовета. В 1965 году население деревни Большие Шатновичи составляло 74 человека.
По данным 1966 года деревня Большие Шатновичи также входила в состав Бутковского сельсовета.
По данным 1973 и 1990 годов деревня Большие Шатновичи входила в состав Скребловского сельсовета.
В 1997 году в деревне Большие Шатновичи Скребловской волости проживали 86 человек, в 2002 году — также 86 человек (русские — 92 %).
В 2007 году в деревне Большие Шатновичи Скребловского СП проживали 75 человек.

## География
Деревня расположена в южной части района на автодороге 41К-144 (Киевское шоссе — Невежицы).
Расстояние до административного центра поселения — 17 км.
Расстояние до ближайшей железнодорожной станции Луга I — 33 км.
Деревня находится на левом берегу реки Кукса.

## Демография
| 1838 | 1862 | 1928 | 1965 | 1997 | 2007 | 2010 |
| ---- | ---- | ---- | ---- | ---- | ---- | ---- |
| 220  | ↘162 | ↗215 | ↘74  | ↗86  | ↘75  | ↘73  |
| 2017 |      |      |      |      |      |      |
| ↗76  |      |      |      |      |      |      |

## Улицы
Придорожная, Центральная.